# باول لوكاس
باول لوكاس (بالإنجليزية: Paul Lukas)‏ (مواليد 26 مايو 1891 - الوفاة 15 أغسطس 1971) هو ممثل أمريكي من أصل مجري بدأ مسيرته الفنية عام 1916. كما أنه من الفائزين بجوائز الأوسكار وجائزة غولدن غلوب.

## وصلات خارجية
- باول لوكاس على موقع IMDb (الإنجليزية)
- باول لوكاس على موقع الموسوعة البريطانية (الإنجليزية)
- باول لوكاس على موقع روتن توميتوز (الإنجليزية)
- باول لوكاس على موقع ألو سيني (الفرنسية)
- باول لوكاس على موقع ميوزك برينز (الإنجليزية)
- باول لوكاس على موقع تيرنر كلاسيك موفيز (الإنجليزية)
- باول لوكاس على موقع أول موفي (الإنجليزية)
- باول لوكاس على موقع قاعدة بيانات برودواي على الإنترنت (الإنجليزية)
- باول لوكاس على موقع قاعدة بيانات الأفلام السويدية (السويدية)
- باول لوكاس على موقع إن إن دي بي (الإنجليزية)
- Paul Lukas at Virtual History